# Kamila Wilczyńska
Kamila Wilczyńska (ur. 17 stycznia 1929) – polska ekonomistka, doktor habilitowana, profesor nadzwyczajny i Rektor Wyższej Szkoły Handlu i Usług w Poznaniu.
Absolwentka Akademii Handlowej w Poznaniu. W latach 1951–1999 pracownik Akademii Rolniczej w Poznaniu, w latach 1993-1997 Kierownik Katedry Ekonomii AR w Poznaniu, od 1999 roku pracownik WSHIU w Poznaniu. Redaktor naukowy Zeszytów Naukowych Wyższej Szkoły Handlu i Usług w Poznaniu (od numeru 2 do chwili obecnej). Badaczka infrastruktury wsi i rolnictwa.
Jej mężem był prof. dr hab. Wacław Wilczyński.

## Ważniejsze daty
- 1969 – stopień doktora nauk ekonomicznych (Wyższa Szkoła Ekonomiczna w Poznaniu)
- 1983 – stopień naukowy doktora habilitowanego nauk ekonomicznych za rozprawę Infrastruktura wsi i rolnictwa – ekonomiczne studium problemu (Akademia Ekonomiczna w Poznaniu)
- 1987–2004 – przewodnicząca Okręgowego Komitetu Olimpiady Wiedzy Ekonomicznej na Wielkopolskę i wiceprzewodnicząca ogólnopolskiego jury OWE
- od 2008 – rektor Wyższej Szkoły Handlu i Usług w Poznaniu

## Ważniejsze publikacje
- Czy chcesz być bogaty? – Przedsiębiorczość bardzo młodych (Cypniew, Łódź 1992)
- Maciek chce być dobrym gospodarzem (Wyd. Instytutu Macieja Rataja, W-wa 1994)

Książki te stały się podstawą scenariusza filmu edukacyjnego „Maciek, rower i ekonomia” (II serie po 12 odcinków), prezentowanych wielokrotnie w latach 90. w I programie telewizji publicznej.
- Ekonomia stosowana (Centrum Adama Smitha, Cypniew, W-wa 1995)
- Spacerkiem z ekonomią" (Zysk i S-ka, Poznań 2009)
- współautorka Matematyka 2001 dla klas od IV do VIII szkoły podstawowej (PWSIP, W-wa 1996)
- Mierz zamiary na siły dla uczniów klas IV do VI (PWSIP, W-wa 1998–2000).

## Odznaczenia i nagrody
- Medal Komisji Edukacji Narodowej (1986)
- Medal za Zasługi dla Akademii Ekonomicznej w Poznaniu (1996)
- Złota Odznaka Honorowa Polskiego Towarzystwa Ekonomicznego (1998)
- Złota Odznaka Naczelnej Rady Zrzeszeń Handlu i Usług (2007)
- Nagroda im. Macieja Rataja
- Menedżer Najwyższej Jakości Roku (2009)